# Cantone di Montsûrs
Il Cantone di Montsûrs era una divisione amministrativa dell'arrondissement di Laval.
È stato soppresso a seguito della riforma complessiva dei cantoni del 2014, che è entrata in vigore con le elezioni dipartimentali del 2015.
Comprendeva i comuni di:
- Brée
- La Chapelle-Rainsouin
- Deux-Évailles
- Gesnes
- Montourtier
- Montsûrs
- Saint-Céneré
- Saint-Ouën-des-Vallons
- Soulgé-sur-Ouette